# Nick Cassavetes
Nicholas David Rowland Cassavetes (New York, 1959. május 21. –) amerikai színész és rendező.

## Fiatalkora és családja
Édesapja a néhai görög-amerikai neves filmrendező és színész, John Cassavetes, édesanyja Gena Rowlands színésznő. Testvérei, Alexandra és Zoe szintén kipróbálták már magukat rendezőként is a színészet mellett.

## Pályafutása
Első filmszerepét apja Férjek című alkotásában kapta 1970-ben, noha annak stáblistáján nem volt feltüntetve. Cassavetes karrierje során végig megmaradt mellékszereplőnek, csupán néhány említésre méltó filmben játszott. 1996-ban, hét évvel apja halála után rendezte első filmjét Csillagot az égről címmel, édesanyja főszereplésével. Ezt követte a Sean Penn, Robin Wright és John Travolta nevével fémjelzett Életem szerelme (1997).
A 21. századba lépve az anyagi siker is beköszöntött: a John Q – Végszükség (2002) tovább folytatta Denzel Washington sikerszériáját. A Szerelmünk lapjai (2004), melyben Cassavetes ismét édesanyjával dolgozott együtt, 2004 nyarának meglepetés sikere lett, több mint 80 millió dolláros bevétellel.

## Magánélete
Első feleségétől két lánya született, Sasha és Virginia. Jelenleg második feleségével, Heather Wahlquist színésznővel él.

## Filmográfia

### Film

#### Filmrendező és forgatókönyvíró
| Év   | Magyar cím                   | Eredeti cím                                  | Feladatkör | Feladatkör | Megjegyzések               |
| Év   | Magyar cím                   | Eredeti cím                                  | Rendező    | Író        | Megjegyzések               |
| ---- | ---------------------------- | -------------------------------------------- | ---------- | ---------- | -------------------------- |
| 1996 | Csillagot az égről           | Unhook the Stars                             | Igen       | Igen       | társíró: Helen Caldwell    |
| 1997 | Életem szerelme              | She's So Lovely                              | Igen       | Nem        |                            |
| 2001 | Betépve                      | Blow                                         | Nem        | Igen       | társíró: David McKenna     |
| 2002 | John Q – Végszükség          | John Q                                       | Igen       | Nem        |                            |
| 2003 |                              | Whatever We Do                               | Nem        | Igen       | rövidfilm                  |
| 2004 | Szerelmünk lapjai            | The Notebook                                 | Igen       | Nem        |                            |
| 2007 | Alpha Dog                    | Alpha Dog                                    | Igen       | Igen       |                            |
| 2009 | A nővérem húga               | My Sister's Keeper                           | Igen       | Igen       | társíró: Jeremy Leven      |
| 2012 |                              | Yellow                                       | Igen       | Igen       | társíró: Heather Wahlquist |
| 2014 | A csajok bosszúja            | The Other Woman                              | Igen       | Nem        |                            |
| 2023 |                              | God Is a Bullet                              | Igen       | Igen       |                            |
| 2025 | Marked Men – Tetovált srácok | Marked Men: Rule + Shaw                      | Igen       | Nem        |                            |
| TBA  |                              | Honeymoon with Harry                         | Igen       | Nem        |                            |
| TBA  |                              | Kentucky Rhapsody                            | Igen       | Igen       |                            |
| TBA  |                              | Bruno Penguin and the Staten Island Princess | Igen       | Nem        |                            |
| TBA  |                              | Couture                                      | Nem        | Igen       |                            |

#### Színész
| Év   | Magyar cím                      | Eredeti cím                        | Szerep                            | Magyar hang            | Rendező             |
| ---- | ------------------------------- | ---------------------------------- | --------------------------------- | ---------------------- | ------------------- |
| 1970 | Férjek                          | Husbands                           | Nick                              |                        | John Cassavetes (1) |
| 1974 | Egy hatás alatt álló nő         | A Woman Under the Influence        | Adolph                            |                        | John Cassavetes (2) |
| 1985 | Maszk                           | Mask                               | T.J.                              | Kerekes József         | Peter Bogdanovich   |
| 1986 | Fantasztikus prototípus         | Black Moon Rising                  | Luis                              | Imre István            | Harley Cokliss      |
| 1986 | Fantasztikus prototípus         | Black Moon Rising                  | Luis                              | F. Nagy Zoltán         | Harley Cokliss      |
| 1986 | Hidegvér                        | Quiet Cool                         | Valence                           | Szabó Sipos Barnabás   | Clay Borris         |
| 1986 | Száguldó bosszú                 | The Wraith                         | Packard Walsh                     | Szabó Sipos Barnabás   | Mike Marvin         |
| 1986 | Száguldó bosszú                 | The Wraith                         | Packard Walsh                     | Kamarás Iván           | Mike Marvin         |
| 1986 | Száguldó bosszú                 | The Wraith                         | Packard Walsh                     | Bozsó Péter            | Mike Marvin         |
| 1988 | Golyózáporban                   | Under the Gun                      | Tony Braxton                      | Holl Nándor            | James Sbardellati   |
| 1988 | Gyilkos lányok támadása         | Assault of the Killer Bimbos       | Wayne-O                           | Széles László          | Anita Rosenberg     |
| 1989 | Vak végzet                      | Blind Fury                         | Lyle Pike                         | Jakab Csaba            | Phillip Noyce       |
| 1989 |                                 | Desperation Rising                 | Tony Sarchuzi                     |                        | Jason Holt          |
| 1990 | Külvárosi álmok                 | Backstreet Dreams                  | Mikey                             |                        | Rupert Hitzig       |
| 1990 | Külvárosi álmok                 | Backstreet Dreams                  | Mikey                             | Jason O'Malley         |                     |
| 1991 | Delta Force 3.: Gyilkos játszma | Delta Force 3: The Killing Game    | Charlie                           | Jakab Csaba            | Sam Firstenberg     |
| 1991 | Delta Force 3.: Gyilkos játszma | Delta Force 3: The Killing Game    | Charlie                           | Forgács Péter          | Sam Firstenberg     |
| 1992 | Jégforró és tűzhideg            | Twogether                          | Wolfgang Amadeus 'John' Madler    |                        | Andrew Chiaramonte  |
| 1993 |                                 | Sins of Desire                     | Barry Mitchum                     |                        | Jim Wynorski        |
| 1993 | Válaszút                        | Body of Influence                  | Jonathan Brooks                   |                        | Gregory Dark (1)    |
| 1993 |                                 | Sins of the Night                  | Jack Nietzsche                    |                        | Gregory Dark (2)    |
| 1993 |                                 | Broken Trust                       | Alan Brogan                       |                        | Ralph E. Portillo   |
| 1994 |                                 | Class of 1999 II: The Substitute   | Emmett Grazer                     |                        | Spiro Razatos       |
| 1994 | Mrs. Parker és az ördögi kör    | Mrs. Parker and the Vicious Circle | Robert Sherwood                   |                        | Alan Rudolph        |
| 1996 | Harlem fekete rózsája           | Black Rose of Harlem               | Johnny                            |                        | Fred Gallo          |
| 1997 | Ál/Arc                          | Face/Off                           | Dietrich Hassler                  | Sinkovits-Vitay András | John Woo            |
| 1997 |                                 | Me and the Gods                    | Adonis Papadapadopounopoulopoulos |                        | Alki David          |
| 1999 | Életfogytig                     | Life                               | Dillard őrmester                  | Sörös Sándor           | Ted Demme (1)       |
| 1999 | Az asztronauta                  | The Astronaut's Wife               | Alex Streck kapitány              | Imre István            | Rand Ravich         |
| 2000 |                                 | The Independent                    | Nick Cassavetes                   |                        | Stephen Kessler     |
| 2001 | Betépve                         | Blow                               | statiszta: férfi Dereknél         |                        | Ted Demme (2)       |
| 2011 | Másnaposok 2.                   | The Hangover Part II               | Joe, tetoválóművész               | Törköly Levente        | Todd Phillips       |
| 2021 |                                 | Prisoners of the Ghostland         | Psycho                            |                        | Sion Sono           |
| 2021 | Kuponkirálynők                  | Queenpins                          | Pain kapitány                     |                        | Gita Pullapilly     |
| 2021 | Kuponkirálynők                  | Queenpins                          | Pain kapitány                     | Aron Gaudet            |                     |
| 2023 | Utolér a végzet                 | Bad Hombres                        | Dr. Dean 'Growler' Graulich       |                        | John Stalberg Jr.   |
| 2023 |                                 | Impulse                            | Zane                              |                        | Patrick Flaherty    |
| TBA  |                                 | Exhale                             | Phillip                           |                        | Adam VillaSeñor     |

### Televízió
| Év   | Magyar cím                 | Eredeti cím             | Szerep           | Megjegyzések |
| ---- | -------------------------- | ----------------------- | ---------------- | ------------ |
| 1980 |                            | Reunion                 | Steve Cowan      | tévéfilm     |
| 1987 | Matlock                    | Matlock                 | Foley            | 1 epizód     |
| 1987 |                            | L.A. Law                | Richard Bertrand | 1 epizód     |
| 1988 |                            | Shooter                 | Tex              | tévéfilm     |
| 1989 | Quantum Leap – Az időutazó | Quantum Leap            | Primo La Palma   | 1 epizód     |
| 1990 |                            | The Marshall Chronicles | Gus              | 1 epizód     |
| 1993 |                            | Crime & Punishment      | Phil Cooper      | 1 epizód     |
| 1995 |                            | Just Like Dad           | Joe              | tévéfilm     |
| 2010 | Törtetők                   | Entourage               | Nick Cassavetes  | 2 epizód     |
| 2017 |                            | Tales                   | Rodney King      | 1 epizód     |